# Tom Soehn
Tom Soehn (Chicago, 15 aprile 1966) è un allenatore di calcio ed ex calciatore statunitense, di ruolo difensore, tecnico del Birmingham Legion.